# Parigi-Bruxelles 1951
La Parigi-Bruxelles 1951, trentasettesima edizione della corsa, si svolse il 15 aprile 1951 su un percorso di 326 km, con partenza da Parigi e arrivo a Bruxelles. Fu vinta dal francese Jean Guéguen davanti ai suoi connazionali Bernard Gauthier e Jean Baldassari.

## Ordine d'arrivo (Top 10)
| Pos. | Corridore           | Squadra | Tempo    |
| ---- | ------------------- | ------- | -------- |
| 1    | Jean Guéguen        |         | 8h21'58" |
| 2    | Bernard Gauthier    |         | a 16"    |
| 3    | Jean Baldassari     |         | a 26"    |
| 4    | Lucien Lauk         |         | s.t.     |
| 5    | Andre Rosseel       |         | s.t.     |
| 6    | Emmanuel Thoma      |         | s.t.     |
| 7    | Andre Declerck      |         | s.t.     |
| 8    | Maurice Quentin     |         | s.t.     |
| 9    | Maurice Diot        |         | s.t.     |
| 10   | Rik Van Steenbergen |         | s.t.     |